# Zajsanské jezero
Zajsanské jezero nebo Zajsan (kazašsky Зайсан көлі, rusky Зайсан) je jezero ve Východokazachstánské oblasti v Kazachstánu. Nachází se v mezihorské kotlině mezi výběžky hřbetů jižního Altaje, Tarbagataje a Sauru. Před postavením Buchtarminské hydroelektrárny na Irtyši byla rozloha jezera 1800 km², délka 111 km a šířka přibližně 30 km. Průměrná hloubka byla 4 až 6 m a maximální 10 m.
Zajsan je pravděpodobně nejstarší jezero na světě, pravděpodobně vzniklo asi před 70 miliony roky.

## Přehrada
Po postavení přehradní hráze na odtoku stoupla hladina o 7 m a jezero se rozprostřelo až do vzdálenosti 100 km po Černém Irtyši. Plocha jezera tvoří velkou část vodní hladiny Buchtarminské přehrady, která má rozlohu 5500 km².

## Vodní režim
Jezero je průtočné, ústí do něj Černý Irtyš a odtéká Irtyš.

## Fauna a flóra
Druhová skladba ryb se podobá fauně Irtyše a Obu, žijí zde candáti, štiky, mníci,
okouni, jeleci i líni.